# ヴァレン湖

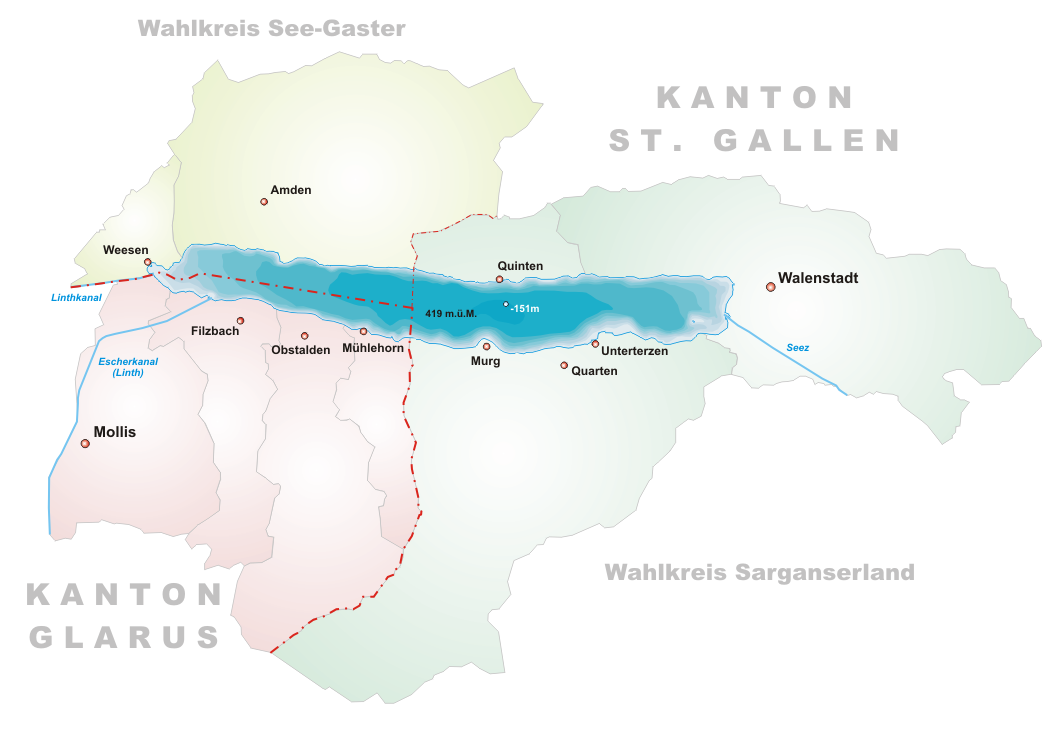
ヴァレン湖の位置

ヴァレン湖 （ヴァレンこ、ドイツ語: Walensee）は、スイスにある湖。およそ3分の2がザンクト・ガレン州、3分の1がグラールス州に位置している。
en:Walenstadtにちなんで名づけられたため、Walenstadtseeとも呼ばれている。en:Linth川とen:Seeztalが湖に流れ込んでおり、その後は、チューリッヒ湖まで流れている。
湖の北側斜面はen:Churfirsten山地があり、湖面の標高419mから2,300mまで険しい坂がある。